# Screw (časopis)
Screw je americký pánský pornografický časopis, jehož cílovou skupinou jsou heterosexuální muži. Poprvé vyšel v roce 1968 a jeho zakladatelem byl Al Goldstein, který byl zároveň jeho vydavatelem, a to až do roku 2004. Vychází jako týdeník a za dobu jeho existence byl několikrát žalován pro nemravnost, přičemž Goldstein řadu soudních sporů vyhrál.
V roce 1977 zažaloval časopis George Wallace, guvernér Alabamy, který požadoval pět milionů dolarů jako odškodné za to, že časopis publikoval tvrzení, že se naučil pohlavnímu styku díky časopisu Screw. Obě strany se nakonec dohodly na mimosoudním vyrovnání ve výši 12 500 dolarů a Screw otiskl ve svém čísle omluvu.
Goldstein časopis vlastnil do roku 2004, kdy jeho společnost zkrachovala. Od té doby je Screw veden jeho někdejšími zaměstnanci.